# Velòdrom de Laoshan
El Velòdrom de Laoshan (xinès: 老山自行车馆; Pinyin: Lǎoshān Zìxíngchēguǎn) és un velòdrom situat a Laoshan, al Districte de Shijingshan, a Pequín. Va ser construït pels Jocs Olímpics d'Estiu 2008, per acollir les proves de ciclisme en pista. El recinte es va provar durant la Copa del Món de Pista UCI el desembre de 2007.
Amb una capacitat per a 6.000 espectadors, té una pista de 250 m de corda i una superfície de 32.920 m². Va ser construït per l'estudi d'arquitectura alemany Schuermann Architects i la firma xinesa GPADI.